# Asociación Diseñadores de Madrid
L'Asociación Diseñadores de Madrid (di_mad) és una associació sense ànim de lucre espanyola, que desenvolupa la seva activitat en la Comunitat de Madrid, que el seu principal objectiu és la promoció, projecció i divulgació de la cultura del disseny. Va ser inscrita en el Registre d'Associacions de la Comunitat de Madrid el 3 de gener de 2005.

## Història
di_mad va ser fundada en 2005 per 17 dissenyadors i en l'actualitat compta entre els seus socis amb professionals de les diferents branques del disseny (gràfic, producte, interiors, moda), estudiants d'escoles de disseny i col·laboradors lligats al món de la comunicació, l'ensenyament o el disseny. Pertany a la Xarxa Espanyola d'Associacions de Disseny (READ) així com el International Council of Design.
En 2006, di_mad va decidir crear la Fundación Diseño Madrid (Fundació DIMAD).

## Socis col·laboradors

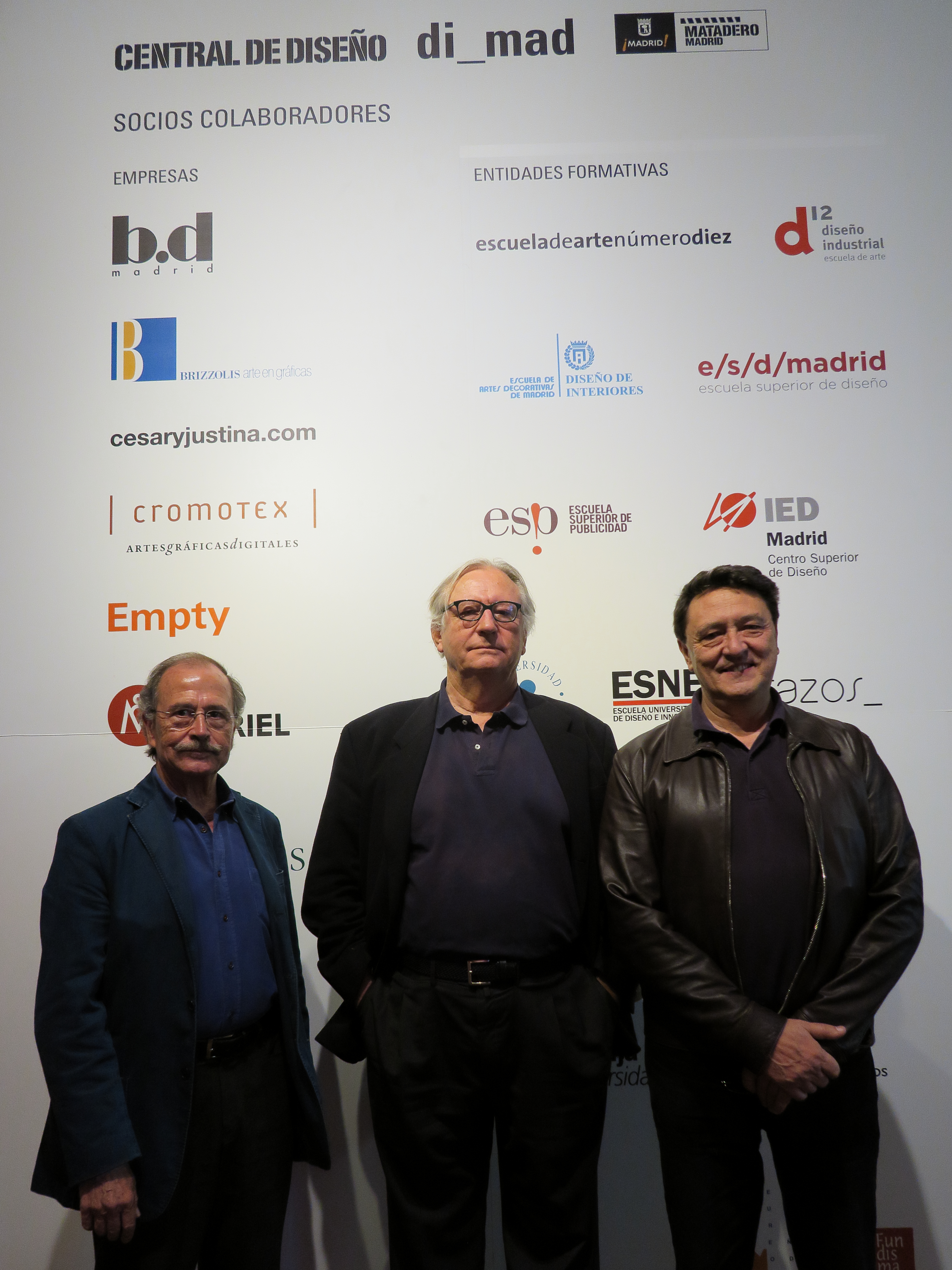
Juan Toribio, Jacobo Pérez-Enciso i Manuel Estrada, socis de DIMAD

Compta entre els seus socis col·laboradors les següents institucions formatives: Centre Superior de Disseny de Moda de Madrid (CSDMM), Escola d'Art 10 Madrid, Escola Superior de Disseny de Madrid, Escola Superior de Publicitat, Escola Universitària de Disseny, Innovació i Tecnologia (UCJC), IED Madrid, Centre Superior de Disseny, IMADDE, Títol Propi de Grau en Disseny d'Interiors (ETSAM-UPM), Traços (UCJC), Universitat Europea de Madrid, Universitat Francisco de Vitòria i Universitat Nebrija.

## Finalitats
Les seves finalitats, segons els estatuts de la mateixa associació, són:
- Promoure la col·laboració entre tots els agents que participen en la cultura del disseny i, en particular, entre totes aquelles persones, empreses, entitats o institucions que desenvolupin activitats professionals en aquest àmbit, amb independència de quin sigui l'àrea concreta de la seva actuació: disseny gràfic, disseny industrial, disseny d'espais o d'interior, disseny digital, etc.

- Aconseguir un adequat reconeixement de l'espai que ha d'ocupar el disseny en la societat, en general, i en particular en el si de les empreses, entitats i institucions.

- Crear les condicions per garantir el desenvolupament professional dels seus associats, mitjançant la promoció de totes aquelles accions de caràcter social, econòmic, polític, científic, cultural i formatiu, que contribueixin a aconseguir que l'acompliment de les diferents activitats que realitzin es desenvolupi en les millors condicions possibles i, amb això, ajudar a asseure les bases per incrementar, gradualment, la rendibilitat social de la seva actuació.

- Contribuir a l'establiment de les condicions necessàries per a l'adequada inserció professional i laboral dels estudiants i joves professionals del disseny, mitjançant accions encaminades a la permanent millora de la formació que reben i a facilitar la seva participació efectiva en l'àmbit professional que els és propi.

- Mantenir un diàleg permanent amb les Institucions públiques per promoure la millora constant del disseny, en les seves diferents manifestacions socials: culturals, docents, professionals, econòmiques i artístiques.

- Procurar l'adequació de l'ensenyament del disseny a les necessitats socials efectives dels actuals i futurs temps, promovent la implantació de plans d'estudi específics en els diferents nivells del sistema educatiu, amb especial atenció a la formació professional i als estudis universitaris.

## Activitat
L'associació duu a terme, entre d'altres, les següents activitats:
- Organització d'accions formatives i de divulgació.
- Promoció de treballs de recerca sobre qüestions relacionades amb les finalitats de l'associació.
- Finançament d'ajudes i beques a la recerca.
- Promoció de projectes socials, artístics, culturals o educatius.

## Central de Disseny
És un espai situat en Matadero Madrid, en concret en la nau 17, i gestionat per la Fundación DIMAD. Va ser rehabilitat per l'arquitecte José Antonio García Roldán i es va obrir al novembre del 2007. En ell s'aborden diverses línies d'activitat; exposicions, taules rodones i conferències, activitats formatives com a tallers o cursos, i trobades, jornades i seminaris.